# Djenné (krets)
Djenne Cercle är en krets i Mali.   Den ligger i regionen Mopti, i den södra delen av landet, 400 km öster om huvudstaden Bamako. Antalet invånare är 207 260. Arean är 4 563 kvadratkilometer.
Terrängen i Djenne Cercle är platt.